# Strictly 4 My N.I.G.G.A.Z.
《Strictly 4 My N.I.G.G.A.Z.》是美國饒舌歌手圖帕克·夏庫爾的第二張專輯，於1993年2月16日由新視鏡唱片發布。專輯收錄〈Holler If Ya Hear Me〉、〈I Get Around〉、〈Keep Ya Head Up〉以及〈Papa'z Song〉共四首單曲。1995年獲得美國唱片業協會認證白金唱片。